# Seznam olympijských medailistů v jezdectví – jezdecká všestrannost jednotlivci

## Jezdecká všestrannost- jednotlivci
- Do programu olympijských her zařazena tato disciplína od roku 1912.

| Rok      | Zlato                                                 | Stříbro                                                | Bronz                                            |
| -------- | ----------------------------------------------------- | ------------------------------------------------------ | ------------------------------------------------ |
| LOH 1912 | Axel Nordlander · Švédsko (SWE)                       | Friedrich von Rochow · Německo (GER)                   | Jean Cariou · Francie (FRA)                      |
| LOH 1920 | Helmer Mörner · Švédsko (SWE)                         | Åge Lundström · Švédsko (SWE)                          | Ettore Caffaratti · Itálie (ITA)                 |
| LOH 1924 | Adolph Dirk van der Voort van Zijp · Nizozemsko (NED) | Frode Kirkebjerg · Dánsko (DEN)                        | Sloan Doak · Spojené státy americké (USA)        |
| LOH 1928 | Charles Pahud de Mortanges · Nizozemsko (NED)         | Gerard Pieter de Kruijff · Nizozemsko (NED)            | Bruno Neumann · Německo (GER)                    |
| LOH 1932 | Charles Pahud de Mortanges · Nizozemsko (NED)         | Earl Foster Thomson · Spojené státy americké (USA)     | Clarence von Rosen ml. · Švédsko (SWE)           |
| LOH 1936 | Ludwig Stubbendorff · Německo (GER)                   | Earl Foster Thomson · Spojené státy americké (USA)     | Hans Mathiesen-Lunding · Dánsko (DEN)            |
| LOH 1948 | Bernard Chevallier · Francie (FRA)                    | Frank Henry · Spojené státy americké (USA)             | Robert Selfelt · Švédsko (SWE)                   |
| LOH 1952 | Hans von Blixen-Fineckeml. · Švédsko (SWE)            | Guy Lefrant · Francie (FRA)                            | Wilhelm Büsing · Německo (GER)                   |
| LOH 1956 | Petrus Kastenman · Švédsko (SWE)                      | August Lütke-Westhues · Tým sjednoceného Německa (EUA) | Frank Weldon · Velká Británie (GBR)              |
| LOH 1960 | Lawrence Morgan · Austrálie (AUS)                     | Neale Lavis · Austrálie (AUS)                          | Anton Bühler · Švýcarsko (SUI)                   |
| LOH 1964 | Mauro Checcoli · Itálie (ITA)                         | Carlos Moratorio · Argentina (ARG)                     | Fritz Ligges · Tým sjednoceného Německa (EUA)    |
| LOH 1968 | Jean-Jacques Guyon · Francie (FRA)                    | Derek Allhusen · Velká Británie (GBR)                  | Michael Owen Page · Spojené státy americké (USA) |
| LOH 1972 | Richard Meade · Velká Británie (GBR)                  | Alessandro Argenton · Itálie (ITA)                     | Jan Jönsson · Švédsko (SWE)                      |
| LOH 1976 | Edmund Coffin · Spojené státy americké (USA)          | John Michael Plumb · Spojené státy americké (USA)      | Karl Schultz · Západní Německo (FRG)             |
| LOH 1980 | Federico Euro Roman · Itálie (ITA)                    | Alexandr Blinov · Sovětský svaz (URS)                  | Jurij Salnikov · Sovětský svaz (URS)             |
| LOH 1984 | Mark Todd · Nový Zéland (NZL)                         | Karen Stivesová · Spojené státy americké (USA)         | Virginia Holgateová · Velká Británie (GBR)       |
| LOH 1988 | Mark Todd · Nový Zéland (NZL)                         | Ian Stark · Velká Británie (GBR)                       | Virginia Lengová · Velká Británie (GBR)          |
| LOH 1992 | Matthew Ryan · Austrálie (AUS)                        | Herbert Blöcker · Německo (GER)                        | Blyth Tait · Nový Zéland (NZL)                   |
| LOH 1996 | Blyth Tait · Nový Zéland (NZL)                        | Sally Clarková · Nový Zéland (NZL)                     | Kerry Millikinová · Spojené státy americké (USA) |
| LOH 2000 | David O'Connor · Spojené státy americké (USA)         | Andrew Hoy · Austrálie (AUS)                           | Mark Todd · Nový Zéland (NZL)                    |
| LOH 2004 | Leslie Law · Velká Británie (GBR)                     | Kimberly Seversonová · Spojené státy americké (USA)    | Philippa Funnellová · Velká Británie (GBR)       |
| LOH 2008 | Hinrich Romeike · Německo (GER)                       | Gina Milesová · Spojené státy americké (USA)           | Kristina Cooková · Velká Británie (GBR)          |
| LOH 2012 | Michael Jung · Německo (GER)                          | Sara Algotsson Ostholt · Švédsko (SWE)                 | Sandra Auffarth · Německo (GER)                  |
| LOH 2016 | Michael Jung · Německo (GER)                          | Astier Nicolas · Francie (FRA)                         | Phillip Dutton · Spojené státy americké (USA)    |
| LOH 2020 | Julia Krajewski · Německo (GER)                       | Tom McEwen · Velká Británie (GBR)                      | Andrew Hoy · Austrálie (AUS)                     |
| LOH 2024 | Michael Jung · Německo (GER)                          | Christopher Burton · Austrálie (AUS)                   | Laura Collettová · Velká Británie (GBR)          |